# Фатті і Мейбл на виставці в Сан-Дієго
Фатті і Мейбл на виставці в Сан-Дієго (англ. Fatty and Mabel at the San Diego Exposition) — американська короткометражна кінокомедія Роско Арбакла 1915 року.

## Сюжет
Сімейна пара відправляється на виставку, але Фатті любить пофліртувати…

## У ролях
- Роско ’Товстун’ Арбакл — Фатті
- Мейбл Норманд — Мейбл
- Джо Бордо — фліртуючий хлопець
- Біллі Броуелл — учасник першого натовпу
- Глен Кавендер — ревнивий чоловік
- Еліс Девенпорт — жінка з другого натовпу
- Мінта Дарфі — дружина ревнивого чоловіка
- Тед Едвардс — учасник третього натовпу
- Френк Гейз — учасник першого і третього натовпу
- Едгар Кеннеді — учасник першого натовпу
- Фонтейн Ла Ру — учасник першого натовпу